# Marché automobile français en 2020
Marché automobile français par année
- 2016
- 2017
- 2018
- 2019
- 2020
- 2021
- 2022
- 2023
- 2024

Le marché automobile français des voitures particulières en 2020 s'établit à 1 650 082 unités vendues, soit une baisse de 25,5 % par rapport à 2019 (2 214 279 unités) due à la crise sanitaire liée à la pandémie de Covid-19, ramenant le marché automobile français au niveau de 1975.

## Évolution du marché français
- L'âge moyen des véhicules en France en 2020 est de 10,8 ans[4].

(échelle en milliers de véhicules neufs)

## L'ascension des ventes de voitures électriques
L'impact écologique est un critère de plus en plus important, le secteur de l'automobile étant le plus polluant (le transport représente 28% de la pollution dont 53% des automobiles), ce qui explique que la voiture électrique se développe sur le marché et trouve de plus en plus d'acquéreurs.
Le graphique ci-dessous montre l’augmentation des ventes de voitures électriques ces dernières années. Entre 2014 et 2020, la vente des voitures électriques est passé de 10560 à 110899 voitures vendues dont une progression nette en 2020. Ce phénomène est à mettre en corrélation avec la hausse de la taxe WLTP de 2019 et 2020, qui augmente aussi l'année prochaine.
Pour des raisons techniques, il est temporairement impossible d'afficher le graphique qui aurait dû être présenté ici.

Représentation graphique des ventes de voitures électrique de 2014 à 2020.

## Classements

### Classement des modèles plus vendus en France

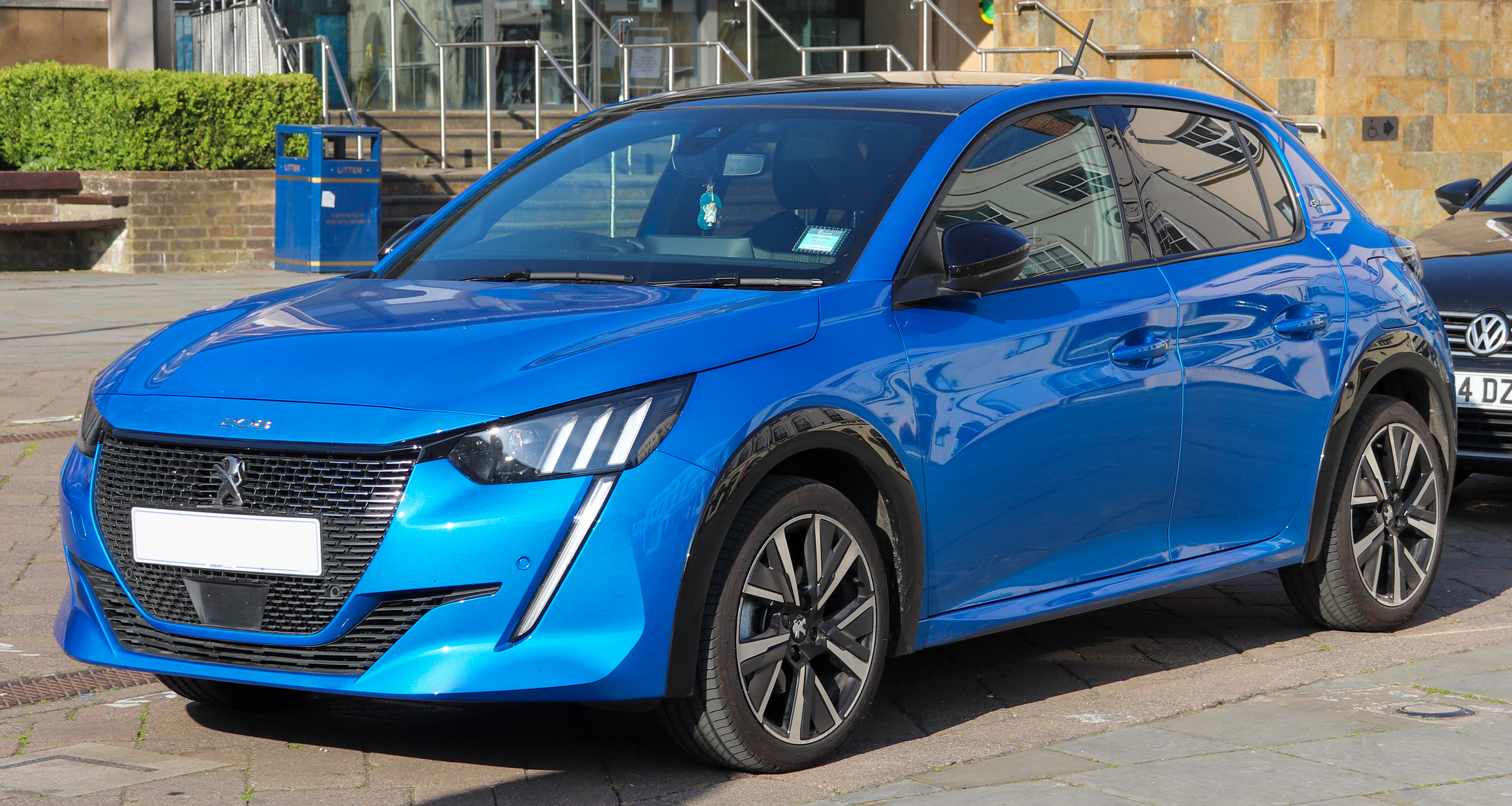
Peugeot 208 II, meilleure vente du marché français 2020

| Rang | Modèle                  | Ventes | Part de marché |
| ---- | ----------------------- | ------ | -------------- |
| 1re  | Peugeot 208 II          | 95 943 | 5,6 %          |
| 2e   | Renault Clio V          | 95 817 | 5,1 %          |
| 3e   | Peugeot 2008 II         | 66 698 | 4 %            |
| 4e   | Citroën C3 III          | 58 547 | 3,5 %          |
| 5e   | Renault Captur II       | 54 597 | 3,3 %          |
| 6e   | Dacia Sandero I         | 53 354 | 3,2 %          |
| 7e   | Peugeot 3008 II         | 45 165 | 2,7 %          |
| 8e   | Renault Twingo III      | 43 116 | 2,6 %          |
| 9e   | Renault Zoe             | 37 409 | 2,3 %          |
| 10e  | Peugeot 308 II          | 36 575 | 2,2 %          |
| 11e  | Toyota Yaris III        | 33 455 | 2 %            |
| 12e  | Dacia Duster II         | 30 260 | 1,8 %          |
| 13e  | Citroën C3 Aircross     | 30 165 | 1,8 %          |
| 14e  | Renault Mégane IV       | 28 980 | 1,8 %          |
| 15e  | Citroën C5 Aircross     | 26 577 | 1,6 %          |
| 16e  | Opel Corsa VI           | 22 410 | 1,4 %          |
| 17e  | Volkswagen Polo VI      | 21 493 | 1,3 %          |
| 18e  | Peugeot 5008 II         | 20 050 | 1,2 %          |
| 19e  | Renault Kadjar          | 19 679 | 1,2 %          |
| 20e  | Fiat 500 III            | 17 450 | 1,1 %          |
| 21e  | Ford Fiesta VII         | 16 290 | 1 %            |
| 22e  | Peugeot 108             | 15 833 | 1 %            |
| 23e  | Ford Puma               | 15 604 | 0,9 %          |
| 24e  | Toyota Corolla XII      | 15 110 | 0,9 %          |
| 25e  | Volkswagen T-Roc        | 14 898 | 0,9 %          |
| 26e  | Mercedes Classe A IV    | 14 893 | 0,9 %          |
| 27e  | Toyota C-HR             | 14 406 | 0,9 %          |
| 28e  | Mini IV                 | 14 119 | 0,9 %          |
| 29e  | Hyundai Kona            | 13 314 | 0,8 %          |
| 30e  | Fiat Panda III          | 13 201 | 0,8 %          |
| 31e  | Toyota Aygo II          | 13 115 | 0,8 %          |
| 32e  | Volkswagen T-Cross      | 12 738 | 0,8 %          |
| 33e  | Citroën C1 II           | 11 997 | 0,7 %          |
| 34e  | Renault Clio IV         | 11 912 | 0,7 %          |
| 35e  | DS 7 Crossback          | 11 847 | 0,7 %          |
| 36e  | Nissan Qashqai II       | 11 767 | 0,7 %          |
| 37e  | Volkswagen Tiguan II    | 11 404 | 0,7 %          |
| 38e  | Citroën C4 SpaceTourer  | 10 978 | 0,7 %          |
| 39e  | Suzuki Swift III        | 10 624 | 0,6 %          |
| 40e  | DS 3 Crossback          | 10 334 | 0,6 %          |
| 41e  | Peugeot 508 II          | 10 108 | 0,6 %          |
| 42e  | BMW X1                  | 9 851  | 0,6 %          |
| 43e  | Ford Focus IV           | 9 799  | 0,6 %          |
| 44e  | Opel Crossland          | 9 784  | 0,6 %          |
| 45e  | BMW Série 1 III         | 9 644  | 0,6 %          |
| 46e  | Citroën C4 Cactus       | 9 601  | 0,6 %          |
| 47e  | Renault Grand Scénic IV | 9 545  | 0,6 %          |
| 48e  | Citroën Berlingo III    | 9 323  | 0,6 %          |
| 49e  | Volvo XC40              | 9 067  | 0,5 %          |
| 50e  | Nissan Juke II          | 9 012  | 0,5 %          |

### Classement par marques
| Rang | Nom de la marque | Volume de ventes 2020 | Volume de ventes 2019 | Variation | Part de marché |
| ---- | ---------------- | --------------------- | --------------------- | --------- | -------------- |
| 1re  | Renault          | 314 647               | 407 134               | 22,72 %   | 19,07 %        |
| 2e   | Peugeot          | 301 935               | 379 582               | 22,72 %   | 18,3 %         |
| 3e   | Citroën          | 162 888               | 235 110               | 30,8 %    | 9,86 %         |
| 4e   | Volkswagen       | 97 784                | 149 105               | 34,42 %   | 5,93 %         |
| 5e   | Dacia            | 97 170                | 138 977               | 30,08 %   | 5,89 %         |
| 6e   | Toyota           | 89 727                | 101 730               | 11,8 %    | 5,44 %         |
| 7e   | Ford             | 55 219                | 78 838                | 29,96 %   | 3,35 %         |
| 8e   | Mercedes-Benz    | 52 570                | 70 214                | 25,13 %   | 3,19 %         |
| 9e   | BMW              | 45 478                | 58 751                | 22,59 %   | 2,76 %         |
| 10e  | Audi             | 45 360                | 57 533                | 21,16 %   | 2,75 %         |
| 11e  | Opel             | 43 801                | 66 901                | 34,53 %   | 2,65 %         |
| 12e  | Fiat             | 42 360                | 71 666                | 40,89 %   | 2,57 %         |
| 13e  | Kia              | 39 052                | 45 056                | 13,33 %   | 2,37 %         |
| 14e  | Hyundai          | 34 595                | 39 970                | 13,47 %   | 2,1 %          |
| 15e  | Nissan           | 32 963                | 42 313                | 22,1 %    | 2 %            |
| 16e  | Skoda            | 29 875                | 36 498                | 18,15 %   | 1,81 %         |
| 17e  | Seat             | 26 688                | 37 148                | 28,16 %   | 1,62 %         |
| 18e  | DS Automobiles   | 22 182                | 26 845                | 17,37 %   | 1,34 %         |
| 19e  | Mini             | 21 881                | 27 148                | 19,43 %   | 1,33 %         |
| 20e  | Suzuki           | 19 651                | 30 758                | 36,11 %   | 1,19 %         |
| 21e  | Volvo            | 16 412                | 21 696                | 24,35 %   | 0,99 %         |
| 22e  | Jeep             | 6 381                 | 11 541                | 44,71 %   | 0,39 %         |
| 23e  | Lexus            | 5 913                 | 7 158                 | 17,4 %    | 0,36 %         |
| 24e  | Land Rover       | 5 456                 | 7 878                 | 30,74 %   | 0,33 %         |
| 25e  | Mitsubishi       | 5 012                 | 7 207                 | 30,46 %   | 0,3 %          |
| 26e  | Porsche          | 4 878                 | 5 572                 | 12,46 %   | 0,3 %          |
| 27e  | Alfa Romeo       | 2 372                 | 3 937                 | 39,75 %   | 0,14 %         |
| 28e  | Smart            | 1 692                 | 10 494                | 83,88 %   | 0,1 %          |
| 29e  | Jaguar           | 1 309                 | 3 561                 | 63,24 %   | 0,08 %         |
| 30e  | Alpine           | 727                   | 3 172                 | 77,08 %   | 0,04 %         |
| 31e  | Ferrari          | 287                   | 339                   | 25,56 %   | 0,02 %         |
| 32e  | Maserati         | 135                   | 420                   | 67,86 %   | 0,01 %         |
| 33e  | Lamborghini      | 81                    | -                     | 48,08 %   | 0 %            |
| 34e  | Bentley          | 76                    | -                     | 9,52 %    | 0 %            |

### Classement par groupes
| Rang | Nom du groupe     | Volume de ventes | Part de marché | Variation |
| ---- | ----------------- | ---------------- | -------------- | --------- |
| 1re  | Groupe PSA        | 530 606          | 32,16 %        | 25,1 %    |
| 2e   | Groupe Renault    | 412 544          | 25 %           | 24,89 %   |
| 3e   | Groupe Volkswagen | 204 731          | 12,41 %        | 28,44 %   |
| 4e   | Groupe Toyota     | 95 640           | 5,8 %          | 12,17 %   |
| 5e   | Groupe Hyundai    | 85 026           | 4,46 %         | 13,39 %   |
| 6e   | Groupe BMW        | 67 369           | 4,08 %         | 21,59 %   |
| 7e   | Groupe Ford       | 55 219           | 3,35 %         | 29,96 %   |
| 8e   | Groupe Daimler    | 80 708           | 3,29 %         | 32,77 %   |
| 9e   | Groupe FCA        | 51 248           | 3,11 %         | 41,48 %   |
| 10e  | Groupe Nissan     | 32 964           | 2 %            | 22,49 %   |
| 11e  | Suzuki            | 19 651           | 1,19 %         | 36,11 %   |
| 12e  | Groupe Geely      | 16 412           | 0,99 %         | 24,35 %   |
| 13e  | Groupe Tata       | 6 765            | 0,41 %         | 40,86 %   |

#### Constitution des groupes automobiles en 2020
PSA :
- Peugeot
- Citroën
- DS Automobiles
- Opel

Groupe Renault :
- Renault
- Dacia
- Alpine

Volkswagen AG :
- Volkswagen
- Audi
- Seat
- Škoda
- Porsche
- Bentley
- Lamborghini
- Bugatti

Groupe Ford :
- Ford

Geely Holding Group :
- Volvo
- Lotus

General Motors :
- Chevrolet
- Cadillac
- Corvette

Groupe Toyota :
- Toyota
- Lexus
- Daihatsu

FCA :
- Fiat
- Alfa Romeo
- Lancia
- Abarth
- Maserati
- Chrysler
- Jeep
- Dodge
- RAM

Groupe BMW :
- BMW
- Mini
- Rolls-Royce

Daimler AG :
- Mercedes-Benz
- Smart

Groupe Nissan :
- Nissan
- Infiniti
- Datsun

Groupe Hyundai :
- Hyundai
- Kia

Groupe Tata :
- Jaguar
- Land Rover